# ناتالیا ولاسچنکو
ناتالیا ولاسچنکو (انگلیسی: Natalia Vlaschenko؛ زادهٔ ۱۱ سپتامبر ۱۹۶۰) روزنامه‌نگار، نمایشنامه‌نویس، ستون‌نویس، فیلم‌نامه‌نویس، ناشر، مجری تلویزیون، و تهیه‌کننده تلویزیونی اهل اتحاد جماهیر شوروی سوسیالیستی است.